# 董士元
董 士元（とう しげん、太宗7年（1235年） - 至元13年5月13日（1276年6月26日））は、13世紀半ばにモンゴル帝国に仕えた漢人将軍の一人。字は長卿。ブカ（不花/Buqa、「牛」の意）というモンゴル名を有していた。

## 概要
モンゴル帝国に仕える漢人将軍の董文炳の長男。幼くして母親を亡くしたが祖母の李氏に愛され、李氏の計らいによりごく幼少の頃から著名な儒学者を雇い学問を学ばされたという。成長すると騎射に習熟し、モンケ・カアンの南宋親征が始まると23歳にして叔父の董文蔚とともにモンケの直属軍に加わった。釣魚山の戦いでは董文蔚とともに奮戦したが苦戦し、包囲が長引く中で総司令のモンケ・カアンが急死するという大事件が起きた。董士元を始めモンゴル軍は北方に退却したが、モンゴル帝国内では次の帝位を巡って大規模な内戦（帝位継承戦争）が勃発することになった。
帝位継承戦争で董氏一族はクビライの側につき、董士元も武定山の戦いで功績を挙げたことが記録されている。この頃董文蔚が子を持たないまま亡くなったため、董士元が千夫長の地位を継ぎ、南宋との戦いのために淮河沿いの地に駐屯した。
バヤンを総司令とする南宋領への侵攻が始まると董士元は両淮地方に進み、淮安堡を落とした功績により武節将軍の地位を与えられた。その後ボロカンの指揮下に入り揚州に進んだが、酷暑によりボロカンは病にかかって中途で帰還し、代わって行省のアリーが指揮を執ることになった。至元13年（1276年）5月、揚州の守将が攻めてきた時、軍事に疎かったアリーは僅かに軽騎数百、董士元と哈剌禿は百騎を率いて出撃したが、日が暮れた頃になって1万余りの南宋兵が到着した。圧倒的不利な状況にありながら、董士元は「今日こそ大丈夫が国に報いるべき時である。懼れるな」と配下の者たちに呼びかけ南宋軍を迎え撃ったが、アリーは兵力差に怖気付き単独で退却した。董士元らの必死の抗戦によって南宋軍は退却を強いられ、戦が終わった後になって戻ってきたアリーは泥中に身中17か所に傷を負い、甲冑も血まみれになって亡くなっていた董士元を見出した｡ 
南宋がほぼ平定された後、クビライに復命したバヤンは「淮海の戦役で損なった将は2人のみでした」と述べ、董士元と哈剌禿の戦死を聞いたクビライはブカ（＝董土元）の死をあつく惜しんだという。